# Semiothisa punctilinea
Semiothisa punctilinea là một loài bướm đêm trong họ Geometridae.